# Полічан
Полічан (алб. Poliçan або Poliçani) — місто на півдні Албанії з населенням 4318 (перепис 2011 року) Полічан є другим за розміром місто в окрузі Скрапар. Воно розташоване на пагорбі над річкою Осум і західних схилах масиву Томор, у 20 км на південь від Берату і у 15 км на північ від Чороводи.
Полічан знаходиться глибоко у південних горах Албанії, був центром албанського виробництва зброї і боєприпасів, яке відбулося, принаймні, частково, у підземних печерах. Серед іншого, тут був розроблений албанський варіант автомата Калашникова. Під час комуністичного режиму регіон був заборонений для відвідування іноземцями.
Місто було засноване у 1960-х роках як регіональний адміністративний і промисловий центр.
Сільськогосподарська діяльність міста включає у себе виробництво пшениці, кукурудзи, бобів і овочів.
У навколишніх пагорбах також культивуються оливки, каштани, горіхи, інжир, вишня і виноград. Виноград в основному виробляються для ракії. Існує також оранжерея 0,5 км².